# 와이파이 삼국지
와이파이 삼국지는 KBS 1라디오 KBS 3라디오에서 방송했던 역사 드라마 프로그램이다.

## 출연진
- 강수진
- 홍진욱
- 남도형
- 박영재
- 조민수
- 서정익
- 이규창
- 이자영
- 허예은
- 김나혜
- 나인애
- 한혜원
- 방시우

## 방송 시간
- 평일 본방송 11:40~11:54 (14분)
- 일요일 와이파이 삼국지 스페셜 11:05~11:58 (58분)